# Shyla Jennings

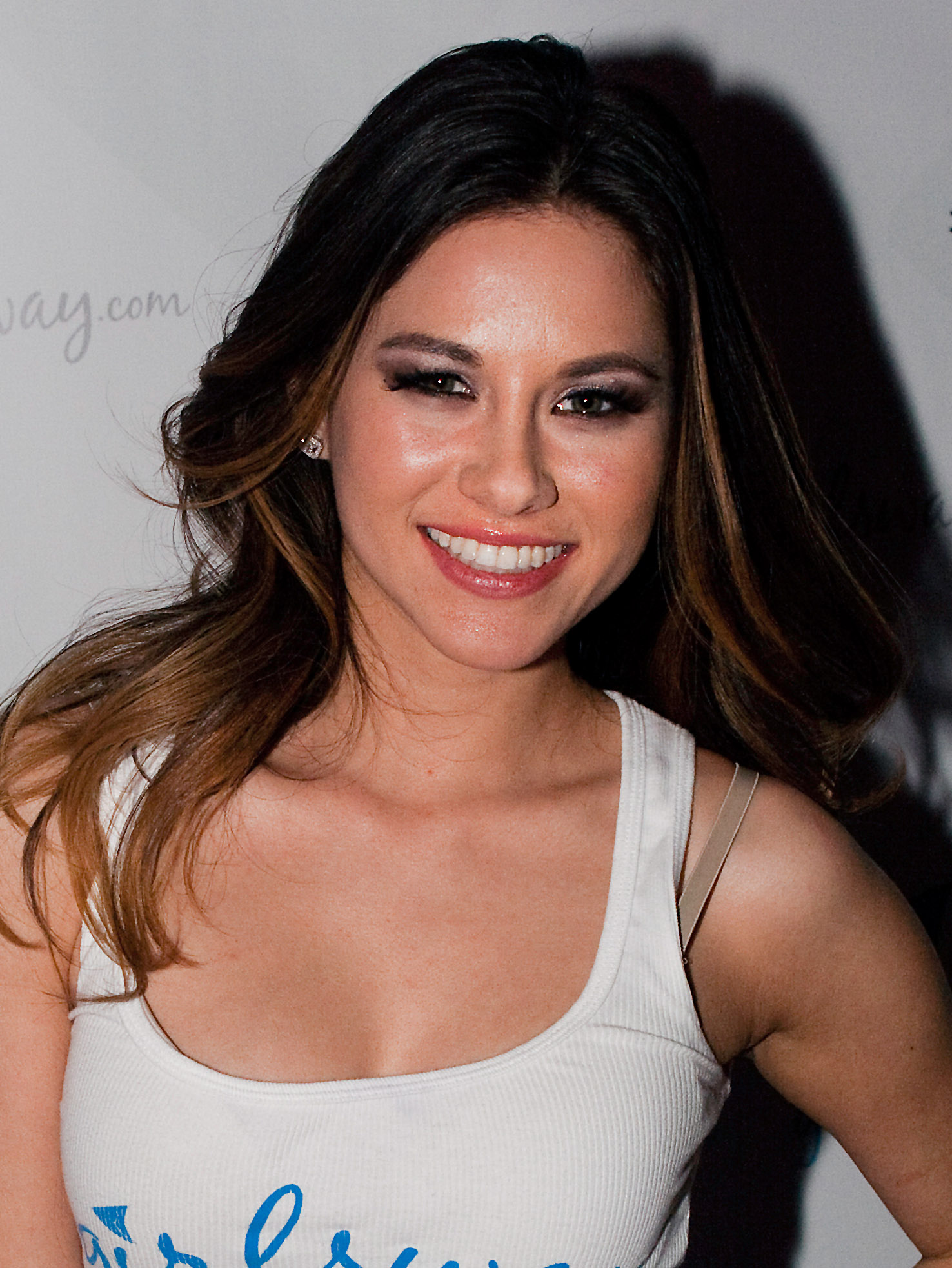
Shyla Jennings, 2016

Shyla Jennings, eigentlich Brenda Reshell Kibler (* 16. Juni 1989 in Stuttgart), ist eine US-amerikanische Pornodarstellerin, die sich auf lesbische Rollen spezialisiert hat.  

## Leben
Sie wurde in Deutschland geboren, wuchs aber in Texas auf.
Sie tritt nur in lesbischen und Solo-Szenen auf. Ihren ersten Film drehte sie 2008 und wurde dreimal für einen AVN Award nominiert und gewann einmal. Sie hat in rund 520 Filmen mitgespielt. (Stand: Januar 2024)

## Auszeichnungen
Ausgezeichnet
- 2014: AVN Award Beste lesbische Darstellerin (Best All-Girl Performer of the Year)[2]

Nominiert
- 2013 AVN Award – Beste lesbische Szene (Best Girl/Girl Sex Scene) – Poor Little Shyla 2 (GirlFriends Films) mit Sensi Pearl
- 2012 AVN Award –  Beste lesbische Szene (Best Girl/Girl Sex Scene) – Lesbian Psychodramas 6 (Girlfriends Films) mit Heather Starlet

## Filmografie (Auswahl)
- 2010–2018: Lesbian Seductions: Older/Younger 30, 32, 33, 37, 40, 46, 49, 54, 61
- 2011–2017: Women Seeking Women 69, 73, 80, 85, 92, 94, 104, 109, 114, 117, 124, 129, 131, 148
- 2011–2015: Road Queen 19, 20, 21, 22, 23, 24, 25, 26, 27, 29, 31, 32
- 2011–2015: Mother-Daughter Exchange Club 21, 30, 34, 37, 41
- 2012–2015: We Live Together 21, 24, 26, 27, 28, 31, 32, 40, 41
- 2012–2013: Molly’s Life 13, 20
- 2012: Meow! 2
- 2012: Lesbian Psychodramas 6
- 2013: Poor Little Shyla 2
- 2013: Me and My Girlfriend 4
- 2013–2016: Cheer Squad Sleepovers 4, 18
- 2015: Lesbian Adventures: Strap-On Specialists 8